# Cryptotendipes darbyi
Cryptotendipes darbyi är en tvåvingeart som först beskrevs av James E. Sublette 1960.  Cryptotendipes darbyi ingår i släktet Cryptotendipes och familjen fjädermyggor. Arten har ej påträffats i Sverige. Inga underarter finns listade i Catalogue of Life.